# Ephemeral Fantasia
Ephemeral Fantasia (ook wel Reiselied: Ephemeral Fantasia; ライゼリート エフェメラル ファンタジア) is een computerspel dat werd ontwikkeld en uitgegeven door Konami. Het spel kwam in 2000 uit voor de Sony PlayStation 2. Het spel zou oorspronkelijk voor de Sega Dreamcast uitkomen, maar deze release werd overgeslagen. Het spel is qua herhalingselement vergelijkbaar met The Legend of Zelda: Majora's Mask. Het spel speelt zich af op het eiland Pandule. Troubadour Mouse wordt gevraagd naar het eiland te komen en een lied te maken voor van de heerser over het eiland, Xelpherpolis. Door een vloek herhalen zich telkens de vijf dagen voor de bruiloft. Alleen Mouse is zich hiervan bewust en moet proberen deze vloek te verbreken.

## Ontvangst
| Beoordeeld door | Datum            | Score |
| --------------- | ---------------- | ----- |
| GamePro (USA)   | 19 juli 2001     | 70%   |
| Gaming Age      | 17 juli 2001     | 67%   |
| GameZone        | 2 augustus 2001  | 60%   |
| RPGFan          | 22 augustus 2001 | 59%   |
| GameSpot        | 18 augustus 2000 | 57%   |
| Gamezilla       | 17 juli 2001     | 56%   |
| Jeuxvideo.com   | 1 oktober 2001   | 55%   |
| Super Play      | augustus 2001    | 50%   |
| IGN             | 13 juli 2001     | 42%   |
| Game Revolution | 9 juli 2001      | 16%   |